# Сунсунеги, Фернандо
Ферна́ндо Сунсуне́ги Родри́гес (исп. Fernando Zunzunegui Rodríguez; 5 октября 1943, Виго, Галисия — 28 августа 2014, Мадрид) — испанский футболист, играл на позиции защитника.

## Биография

### Игровая карьера
Начал карьеру в клубе «Сельта», в которой отыграл три сезона в качестве основного игрока. Его игра привлекла внимание мадридского «Реала», который стал главным клубом в его карьере. В 1965 году Сунсунеги перешёл в стан «сливочных»; сумма трансфера составила 1, 5 миллиона песет. В составе «королевского клуба» он выиграл четыре чемпионских титула и Кубок Испании в 1970 году. Всего во всех турнирах сыграл за «сливочных» 112 матчей и забил 4 гола.
Из-за ссоры с главным тренером «Реала» Мигелем Муньосом перешёл в «Леванте», в котором отыграл три сезона и в 1976 году завершил игровую карьеру.

### Смерть
Скончался 28 августа 2014 года в Мадриде в возрасте 70 лет.

## Достижения
«Реал Мадрид»
- Чемпионат Испании (4) : 1966/67, 1967/68, 1968/69, 1971/72
- Обладатель Кубка Испании (1) : 1969/70